# トッド・マッカーシー
トッド・マッカーシー（Todd McCarthy、1950年2月16日 - ）は、アメリカ合衆国の映画評論家である。

## 人物
2010年まで『バラエティ』誌で31年にわたって映画評論を執筆し、その後は『ハリウッド・リポーター』へ移った。
1997年には執筆した書籍『ハワード・ホークス ハリウッド伝説に生きる偉大な監督』（Howard Hawks: the Grey Fox of Hollywood）が発売された。
他にドキュメンタリー映画『Visions of Light』（1992年）、『Claudia Jennings』（1995年）、『Forever Hollywood』（1999年）、『Man of Cinema: Pierre Rissient』（2007年）を監督した。

## 邦訳された著書
- 『ハワード・ホークス: ハリウッド伝説に生きる偉大な監督』 トッド・マッカーシー (著), 高橋千尋 (翻訳) フィルムアート社 2000/4/1